# 대릴 히크먼
대릴 히크먼(Darryl Hickman, 1931년 7월 28일~2024년 5월 22일)은 미국의 배우, 각본가, 성우, 텔레비전 배우이다.

## 영화
- 스파인 팅글러! 더 윌리엄 캐슬 스토리(2007년)
- 더 낸니(1993년) - 닥터 역
- 미인계(1981년)
- 샤키 머신(1981년)
- 네트워크(1976년)
- 추격(1959년)
- 팅글러(1959년)
- 차와 동정(1956년)
- 딜론 보안관(1955년)
- 디즈니랜드(1954년) - 애슐리 카스테어스 역
- 데스티네이션 고비(1953년)
- 애니 넘버 캔 플레이(1949년)
- 키스 포 코리스(1949년)
- 론 레인저 - 49년 시리즈(1949년)
- 셋업(1949년)
- 검은 황금(1947년)
- 마사 아이버스의 위험한 사랑(1946년)
- 키스 앤 텔(1945년)
- 캡틴 에디(1945년)
- 랩소디 인 블루(1945년)
- 솔티 오로키(1945년)
- 리브 허 투 헤븐(1945년) - 대니 할란드 역
- 세인트 루이스에서 만나요(1944년)
- 사랑의 서광(1944년)
- 더 휴먼 코미디(1943년)
- 소년의 거리 속편(1941년)
- 영 피플(1940년)
- 분노의 포도(1940년)
- 더 스타 메이커(1939년)